# Koji Maeda
Koji Maeda (前田 浩二 Maeda Koji?), född 3 februari 1969 i Kagoshima prefektur, är en japansk före detta fotbollsspelare.
Maeda började sin karriär 1991 i Matsushita Electric (Gamba Osaka). Efter Gamba Osaka spelade han för Sagan Tosu (PJM Futures), Avispa Fukuoka (Fukuoka Blux), Yokohama Flügels, Júbilo Iwata, FC Tokyo, Vissel Kobe och Volca Kagoshima. Med Yokohama Flügels vann han japanska cupen 1998. Med Júbilo Iwata vann han japanska ligan 1999. Han avslutade karriären 2004.